# Stazione di Via dei Monaci
La stazione di Via dei Monaci è stata una stazione della ferrovia Circumvesuviana, sita nel comune di Torre del Greco e dismessa nel 2021.
Si trovava sulla ferrovia Napoli-Pompei-Poggiomarino.

## Storia
La fermata fu attivata nel 1948, in conseguenza dei lavori di raddoppio della linea, sul luogo di un preesistente passaggio a livello.
Il 6 settembre 2021, in concomitanza con l'entrata in vigore del nuovo orario ferroviario, la stazione è stata chiusa a tempo indeterminato, così come la stazione di Via Viuli-Palazzo di Giustizia.

## Strutture e impianti
La stazione disponeva di un piccolo fabbricato viaggiatori, in cui era stato inglobato l'originario casello del passaggio a livello.
Vi erano due binari passanti, serviti da due banchine, accessibili direttamente dalla strada.
Non vi era scalo merci.

## Movimento passeggeri e ferroviario
Il traffico passeggeri era molto scarso, data la lontananza da centri abitati.
Nella stazione fermavano solo treni accelerati per Napoli e Poggiomarino, oltre ai treni limitati a Torre Annunziata.

## Servizi
La stazione non disponeva di alcun servizio.